# Мани (буква)
Мани (მ, груз. მანი) — двенадцатая буква современного грузинского алфавита и тринадцатая буква классического грузинского алфавита.

## Использование
В грузинском языке обозначает звук [m]. Числовое значение в изопсефии — 40 (сорок).
Также используется в грузинском варианте лазского алфавита, используемом в Грузии. В латинице, используемой в Турции, ей соответствует m.
Ранее использовалась в абхазском (1937—1954) и осетинском (1938—1954) алфавитах на основе грузинского письма, после их перевода на кириллицу в обоих случаях была заменена на м.
Во всех системах романизации грузинского письма передаётся как m. В грузинском шрифте Брайля букве соответствует символ ⠍ (U+280D).

### Грамматика
- მე (мэ) — личное местоимение ед. ч. 1-го лица «я».

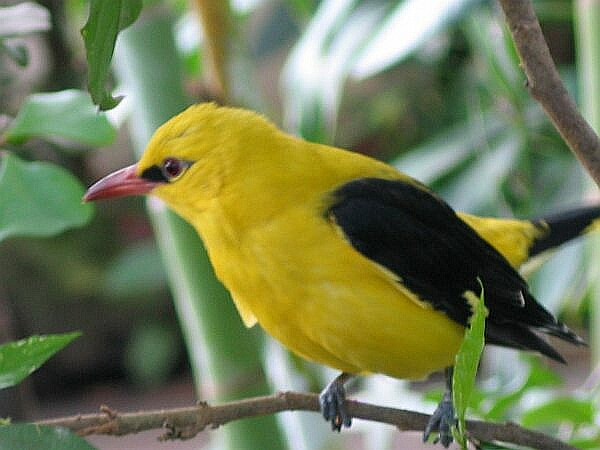
მოლაღური (молалури) — Иволга
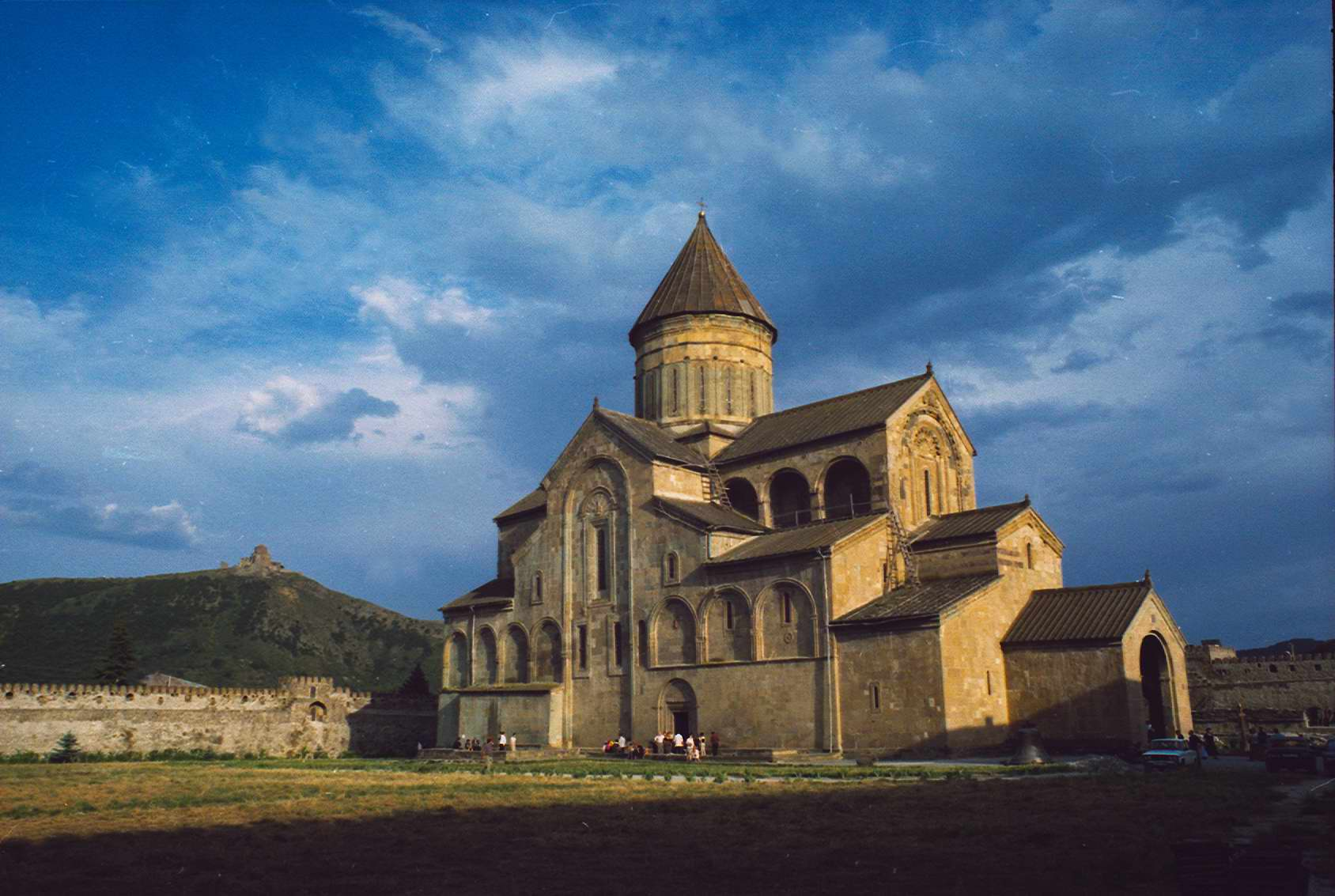
მცხეთა (Мцхета) — город в Грузии

## Написание
| Асомтаврули | Нусхури | Мхедрули |
| ----------- | ------- | -------- |
|             |         |          |

## Кодировка
Мани асомтаврули и мани мхедрули включены в стандарт Юникод начиная с самой первой его версии (1.0.0) в блоке «Грузинское письмо» (англ. Georgian) под шестнадцатеричными кодами U+10AB и U+10DB соответственно.
Мани нусхури была добавлена в Юникод в версии 4.1 в блок «Дополнение к грузинскому письму» (англ. Georgian Supplement) под шестнадцатеричным кодом U+2D0B; до этого она была унифицирована с мани мхедрули.
Мани мтаврули была включена в Юникод в версии 11.0 в блок «Расширенное грузинское письмо» (англ. Georgian Extended) под шестнадцатеричным кодом U+1C9B.